# Osella
Osella var ett italienskt formel 1-stall som tävlade under 1980-talet. Efter säsongen 1990 såldes stallet till industrimannen Gabriele Rumi och döptes om till Fondmetal F1 SpA.

## Noter

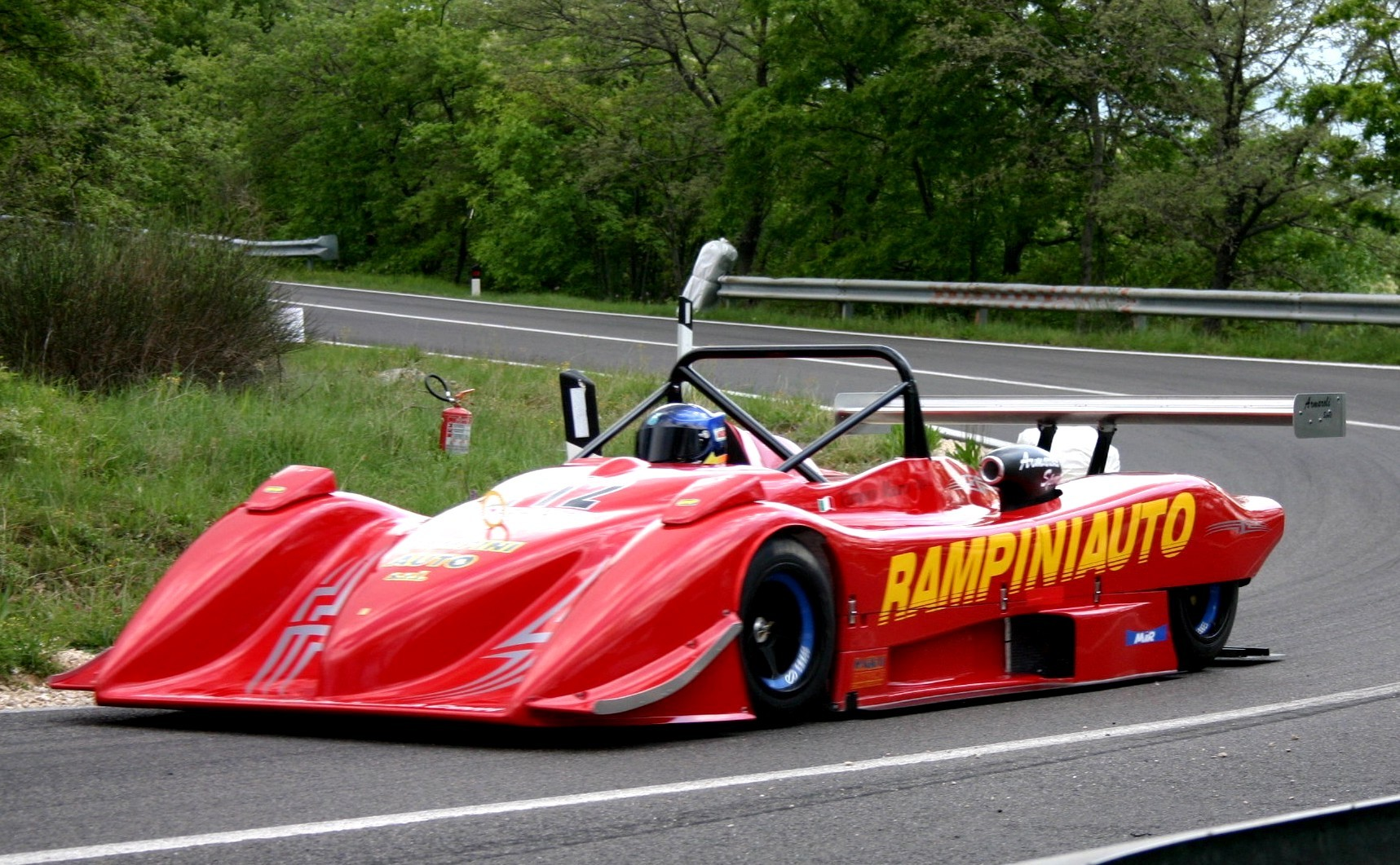
En nutida Osella PA 20 S BMW

## F1-säsonger
| Säsong | Tävlingsnamn         | Bil                        | Motor                    | Däck | Poäng | VM-plac. | Förare 1           | Förare 2           | Övriga förare                                          |
| ------ | -------------------- | -------------------------- | ------------------------ | ---- | ----- | -------- | ------------------ | ------------------ | ------------------------------------------------------ |
| 1980   | Osella Squadra Corse | Osella FA1                 | Ford Cosworth DFV 3.0 V8 | G    | 0     | 12:a     | Eddie Cheever      |                    |                                                        |
| 1981   | Osella Squadra Corse | Osella FA1B                | Ford Cosworth DFV 3.0 V8 | M    | 0     | 14:e     | Beppe Gabbiani     | Jean-Pierre Jarier | Giorgio Francia Piercarlo Ghinzani Miguel Ángel Guerra |
| 1982   | Osella Squadra Corse | Osella FA1C                | Ford Cosworth DFV 3.0 V8 | P    | 3     | 13:e     | Jean-Pierre Jarier | Riccardo Paletti   |                                                        |
| 1983   | Osella Squadra Corse | Osella FA1D                | Ford Cosworth DFV 3.0 V8 | M    | 0     | 14:e     | Corrado Fabi       | Piercarlo Ghinzani |                                                        |
| 1983   | Osella Squadra Corse | Osella FA1E                | Alfa Romeo 3.0 V12       | M    | 0     | 14:e     | Corrado Fabi       | Piercarlo Ghinzani |                                                        |
| 1984   | Osella Squadra Corse | Osella FA1F                | Alfa Romeo 1.5 V8T       | P    | 2     | 12:a     | Piercarlo Ghinzani | Jo Gartner         |                                                        |
| 1985   | Osella Squadra Corse | Osella FA1F Osella FA1G    | Alfa Romeo 1.5 V8T       | P    | 0     | 11:a     | Huub Rothengatter  |                    | Piercarlo Ghinzani                                     |
| 1986   | Osella Squadra Corse | Osella FA1F Osella FA1G    | Alfa Romeo 1.5 V8T       | P    | 0     | 11:a     | Piercarlo Ghinzani | Allen Berg         | Alex Caffi Christian Danner                            |
| 1987   | Osella Squadra Corse | Osella FA1G Osella FA1I    | Alfa Romeo 1.5 V8T       | G    | 0     | 14:e     | Alex Caffi         |                    | Franco Forini Gabriele Tarquini                        |
| 1988   | Osella Squadra Corse | Osella FA1I Osella FA1L    | Osella 1.5 V8T           | G    | 0     | 11:a     | Nicola Larini      |                    |                                                        |
| 1989   | Osella Squadra Corse | Osella FA1M89              | Ford Cosworth DFR 3.5 V8 | P    | 0     | 17:e     | Nicola Larini      | Piercarlo Ghinzani |                                                        |
| 1990   | Fondmetal Osella     | Osella FA1M89 Osella FA1ME | Ford Cosworth DFR 3.5 V8 | P    | 0     | 11:a     | Olivier Grouillard |                    |                                                        |